# Richard Wilson-Smith
Richard Wilson-Smith (né en 1852 en Irlande du Nord et mort le 12 septembre 1912 à Sainte-Agathe-des-Monts au Québec à l'âge de 59 ou 60 ans) est un homme d'affaires et politicien canadien, maire de Montréal de 1896 à 1898.

## Biographie
Richard Wilson-Smith immigre au Canada en 1879 et s’établit à Montréal. En 1882, il œuvre comme journaliste et propriétaire d'une revue anglophone de Montréal. Il dirige plus tard plusieurs compagnies commerciales et financières. 
Il fait son entrée en politique municipale comme échevin du Quartier Saint-Laurent en 1893 et est réélu deux ans plus tard. En 1896, il accède au poste de maire de Montréal. Candidat des anglophones et ne parlant pas français, il profite de la tradition voulant qu’un maire anglophone alterne avec un maire francophone. 
Pendant son mandat, Richard Wilson-Smith s’attaque aux problèmes administratifs de la ville, comme le gonflement de la fonction publique et le favoritisme dans l’embauche. Selon lui, les employés devraient être choisis à la suite d’examens permettant de vérifier leurs compétences. Il tente aussi d’enrayer les coûts exorbitants des expropriations de terrains.
Le mandat de Richard Wilson-Smith se déroule tout de même sous le signe de la bonne entente avec les élus francophones et leur leader, Raymond Préfontaine qui lui succède.

## Source
- Site de la Ville de Montréal, Fiche de Richard Wilson-Smith